# Emilie Louise Fontane

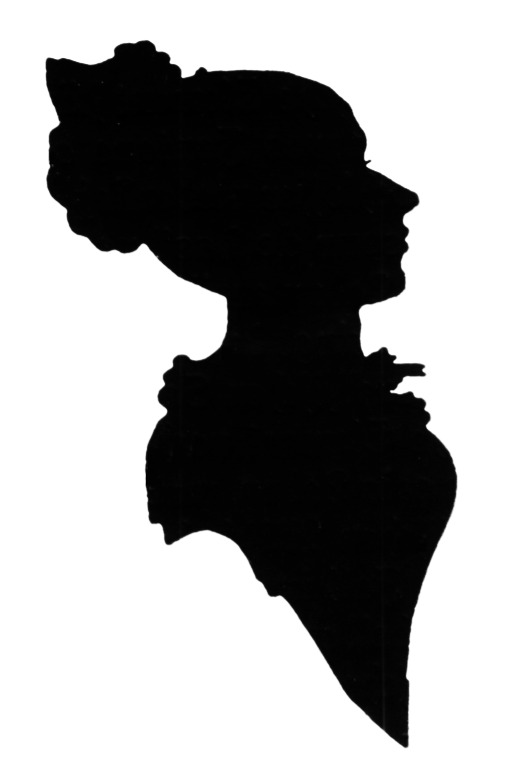
Emilie Fontane

Emilie Louise Fontane (geborene Labry; * 21. September 1798 in Berlin; † 13. Dezember 1869 in Neuruppin) war die Mutter des Dichters Theodor Fontane.

## Familie
Emilie Labry stammte aus Hugenottenfamilien, die aus Frankreich nach Preußen eingewandert waren. Ihr Ururgroßvater Pierre Labry (1658–1738) war um 1689 als Schlosser aus Le Vigan in Südfrankreich nach Magdeburg ausgewandert und hatte dort die ersten Strumpfwirkstühle hergestellt. Dessen Nachkommen waren als Hersteller von Textilstühlen oder Kaufleute tätig, deren Ehefrauen stammten meist ebenfalls aus eingewanderten französischen Familien. Emilies Vater Jean-François Labry (1767–1810) hatte eine Seidendockenhandlung Humbert et Labrie in Magdeburg und dann in Berlin. Die Mutter (Charlotte Friederike) Christiane (Magdalena) Mumme (1776–1815)  stammte ebenfalls aus einer vermögenden französischstämmigen Familie, deren Bruder war Rittergutsbesitzer in Klein-Beeren südlich von Berlin.
Emilie Labry heiratete 1819 den angehenden Apotheker Louis Henri Fontane in Berlin. Sie hatten sieben Kinder, der älteste Sohn Theodor Fontane (1819–1898) wurde ein bedeutender Schriftsteller.

## Leben
Emilie wuchs in Berlin auf. Nach dem Tod der Eltern wurde sie mit 18 Jahren in ein Pensionat gegeben.
1819 heiratete sie Louis Henri Fontane. Sie zog mit ihm nach Neuruppin, wo er die Löwen-Apotheke von dem gemeinsam geerbten Vermögen erworben hatte. Dort lebte die junge Familie bis 1827, als der Ehemann das Geschäft wegen Spielschulden verkaufen musste. Danach zogen sie nach Swinemünde an der Ostsee, wo er wieder eine Apotheke führte. Nach deren Verkauf wegen Spielschulden zog die Familie nach Letschin ins Oderbruch.
1850 trennte sich Emilie Fontane von ihrem Ehemann ohne eine formelle Scheidung und zog mit ihrer jüngsten Tochter Elise zurück nach Neuruppin. Dort starb sie 1869.

## Wirkungen
Theodor Fontane verehrte seine Mutter und hatte zeitlebens meist ein gutes Verhältnis zu ihr. Er besuchte sie auch in ihren letzten Lebensjahren mehrmals in Neuruppin.
In seinem autobiographischen Bericht Meine Kinderjahre schrieb er ausführlich über sie und gemeinsame Erlebnisse. Es sind über 30 Briefe von ihm an sie erhalten. In dem Gedicht Meine Gräber beschrieb er  1895 seine Eindrücke an ihrem Grab.

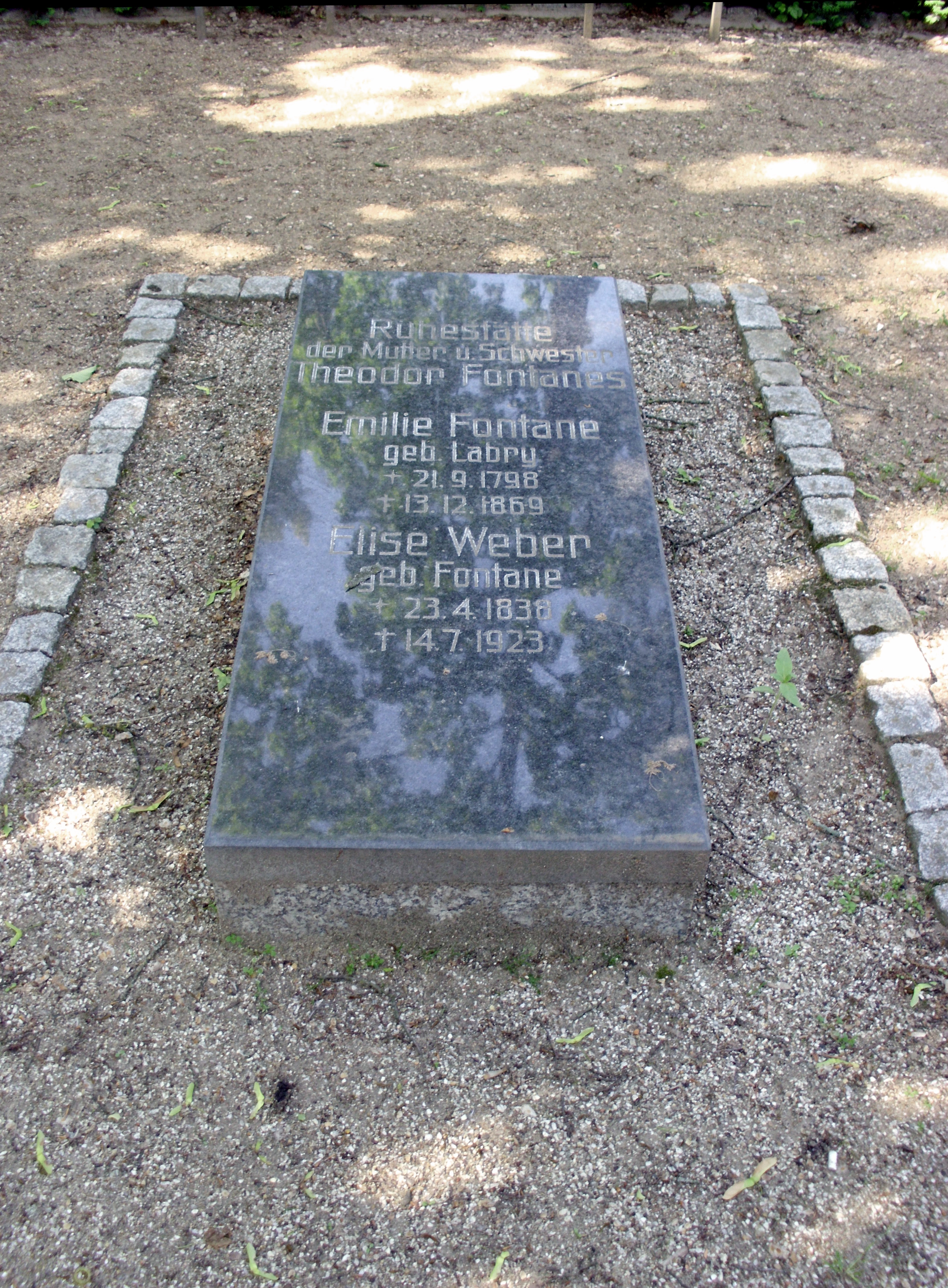
Grabstein in Neuruppin

Emilies Grabplatte ist in Neuruppin auf dem Alten Friedhof an veränderter Stelle erhalten, darauf ist auch die Tochter Elise erwähnt.
Von ihr gibt es außerdem ein Gemälde, ein weiteres Porträt und eine Scherenschnitt-Silhouette.